# 新教堂 (梅斯)
新教堂（Temple Neuf）是法国洛林摩泽尔省梅斯的一座阿尔萨斯-洛林归正会教堂，建于1901-1904年，德意志帝国兼并阿尔萨斯-洛林时期。新教堂今天仍是梅斯归正会社区的中心。
1901年11月25日赫尔曼亲王为该堂奠基，1904年5月14日，德国皇帝威廉二世为其揭幕。该堂为希腊十字平面，长53米，宽26米，塔高55米，容量为1204人。
建筑物的立面和屋顶于1930年1月6日列为法国历史古迹。

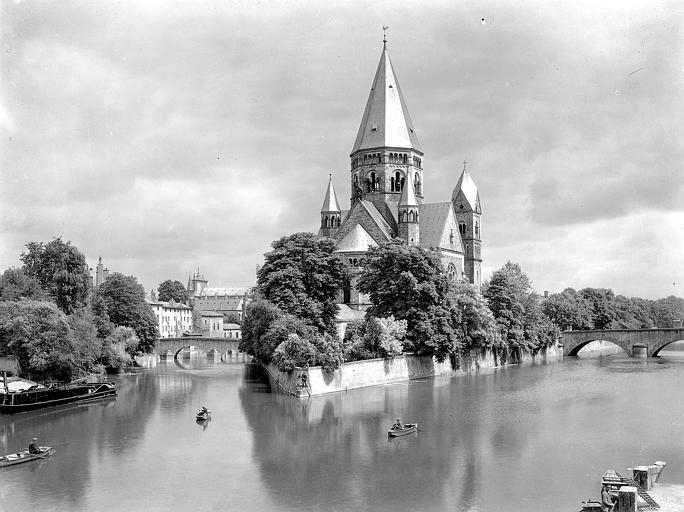
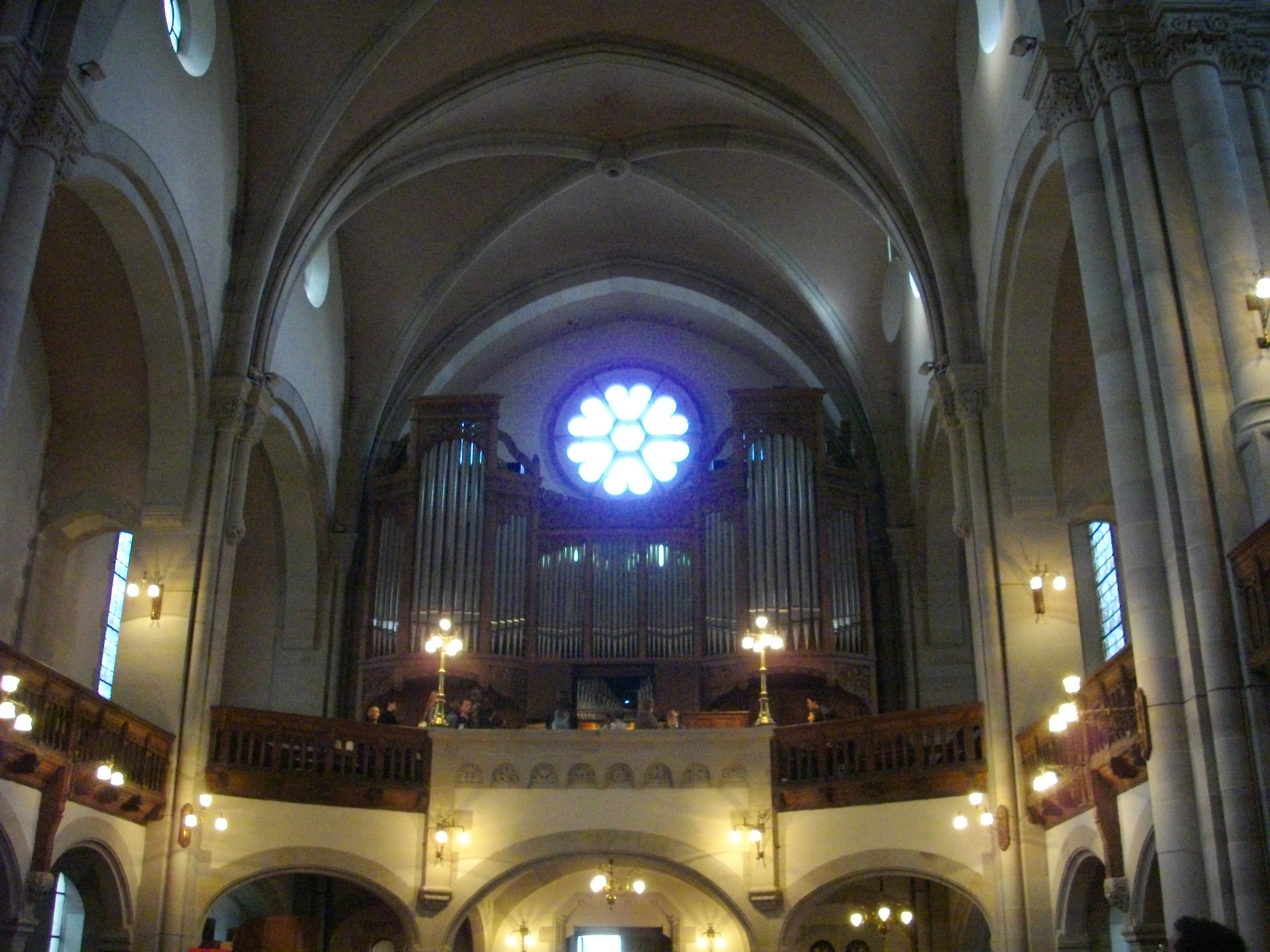
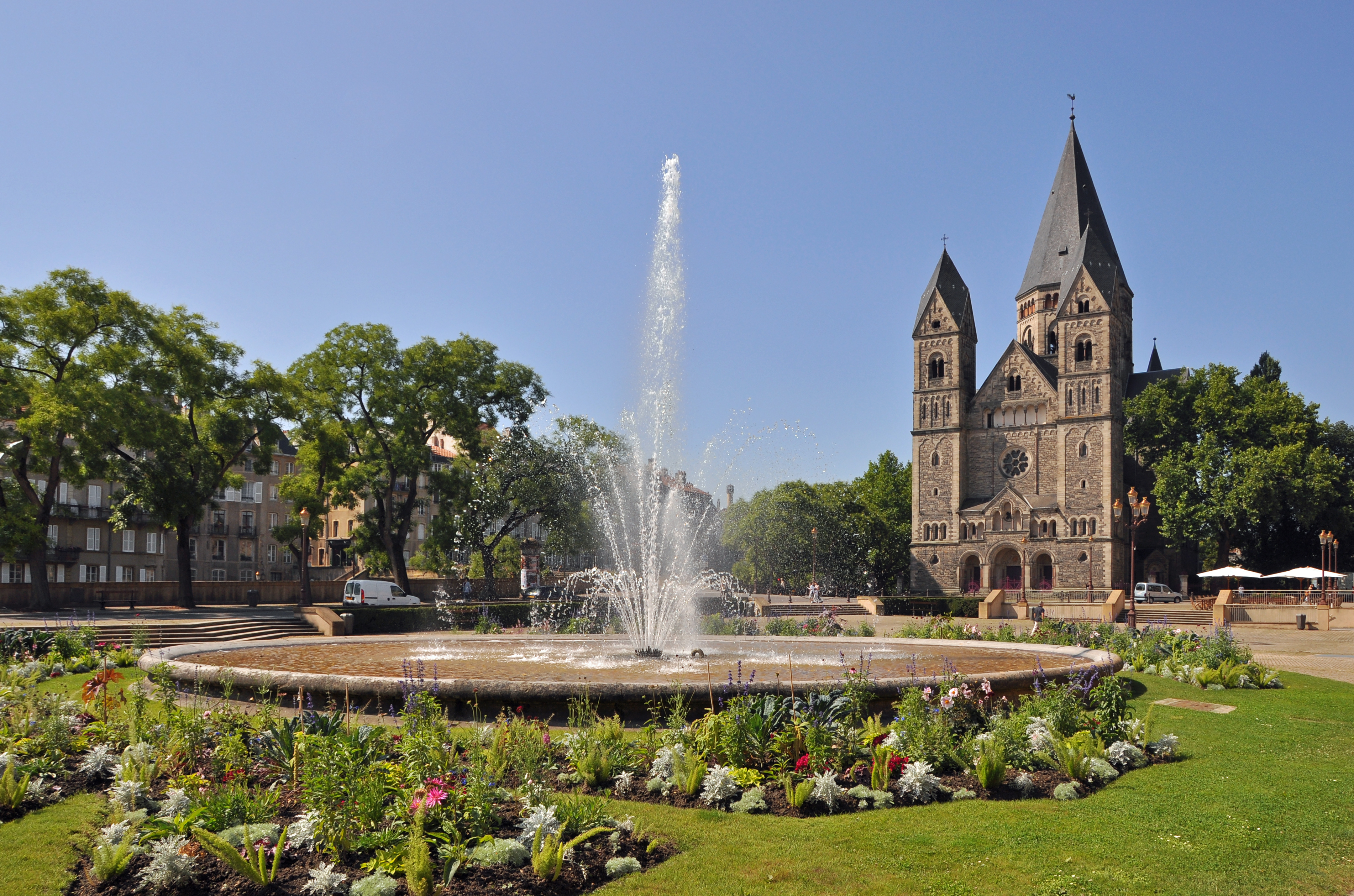
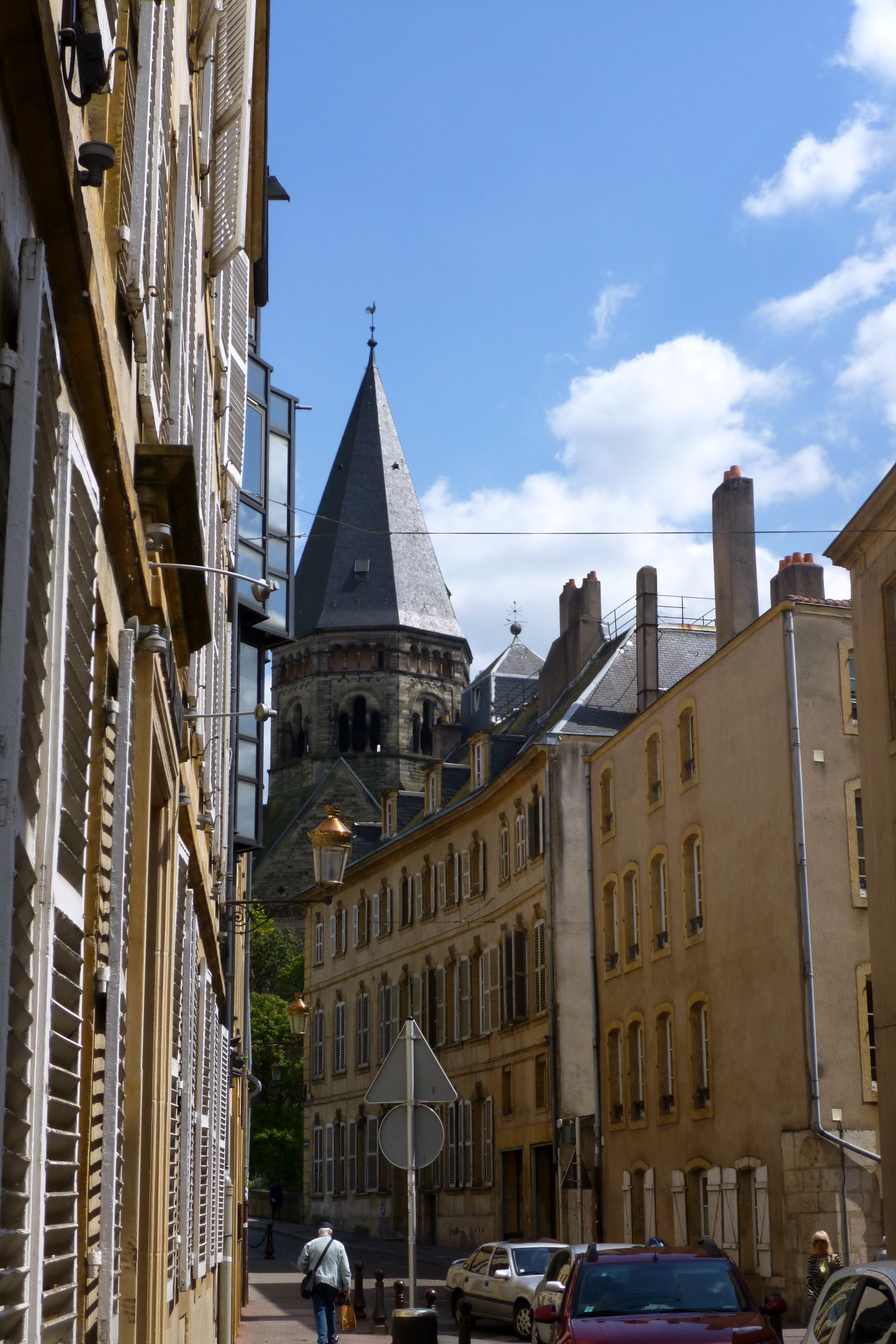
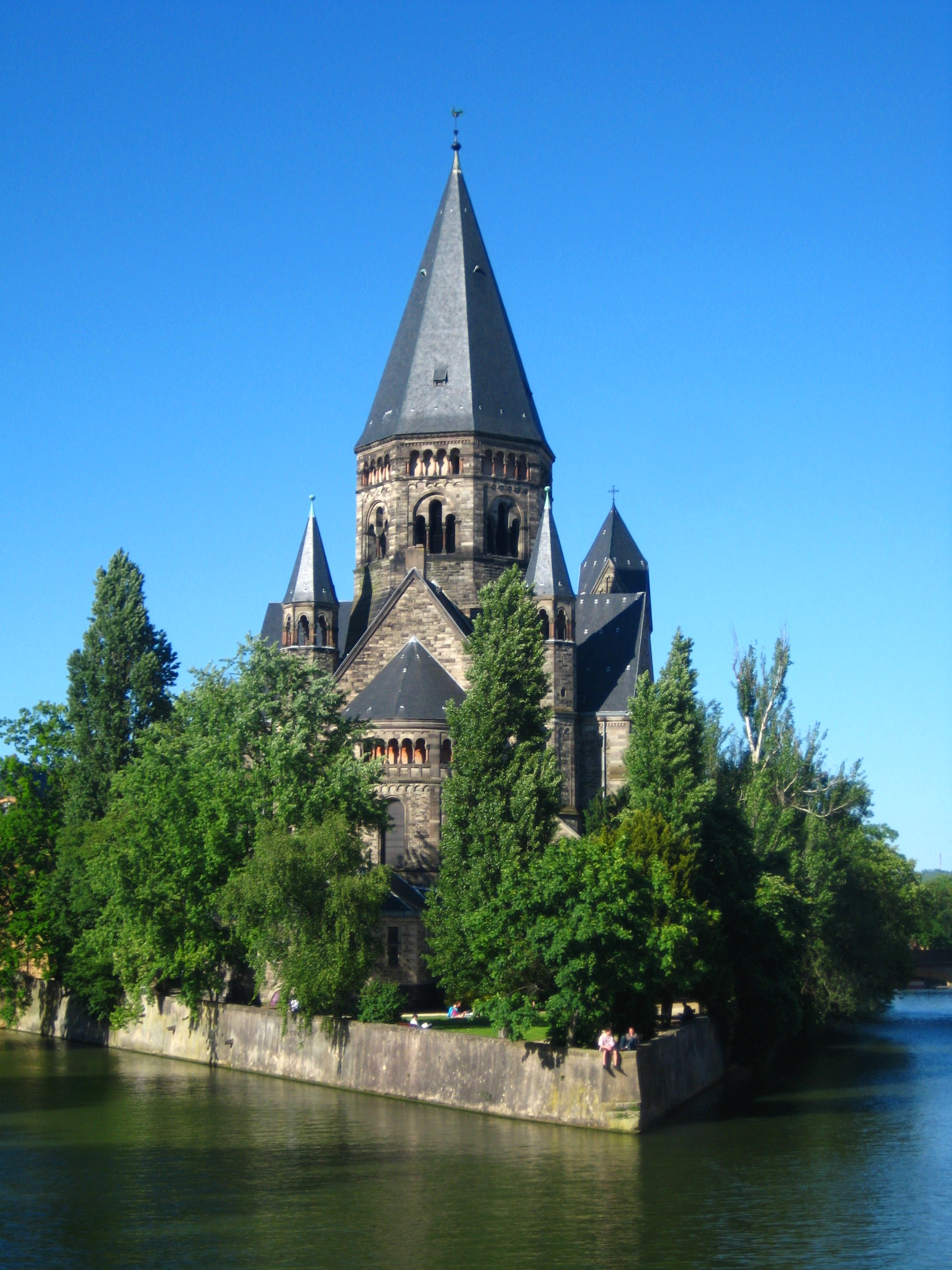
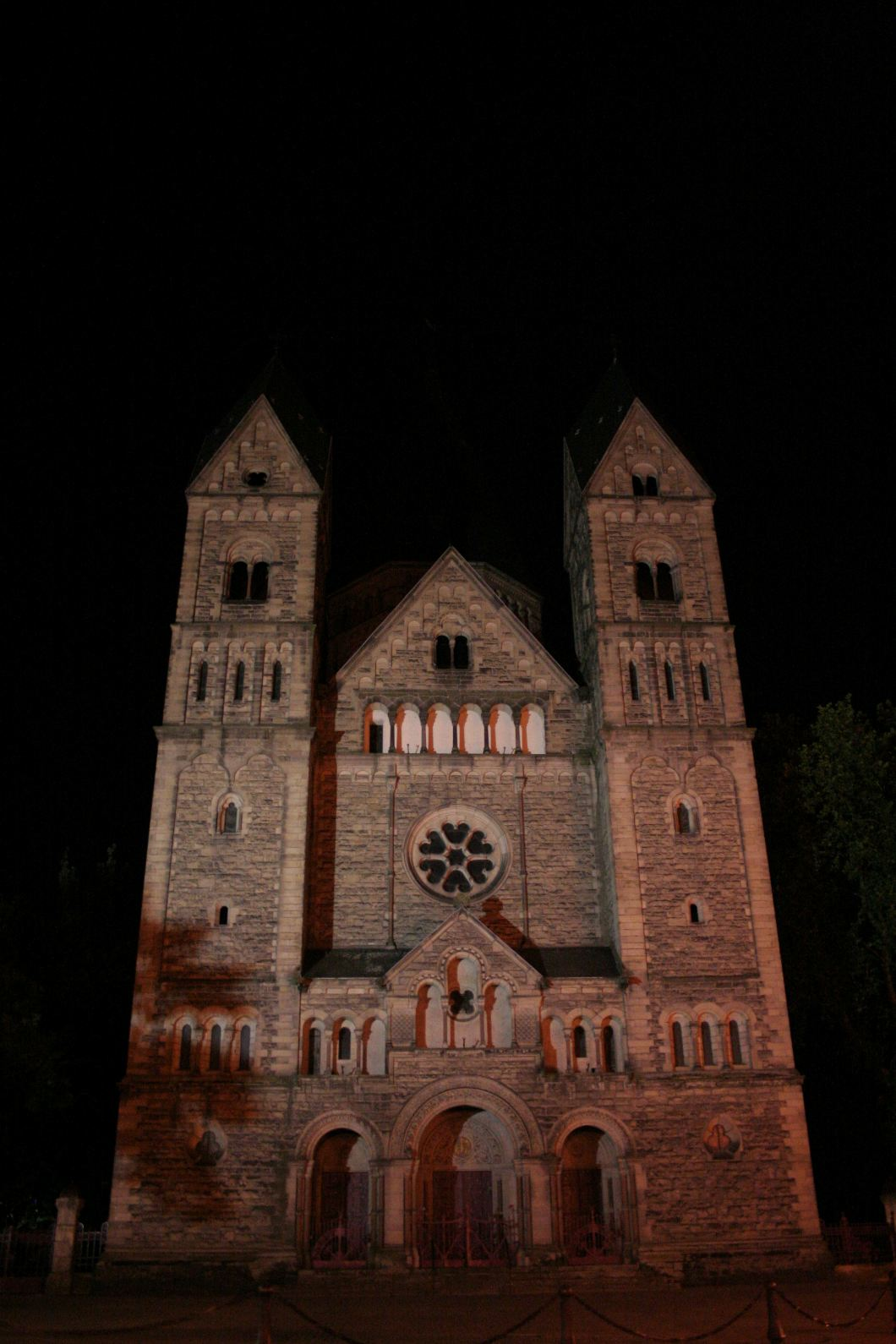
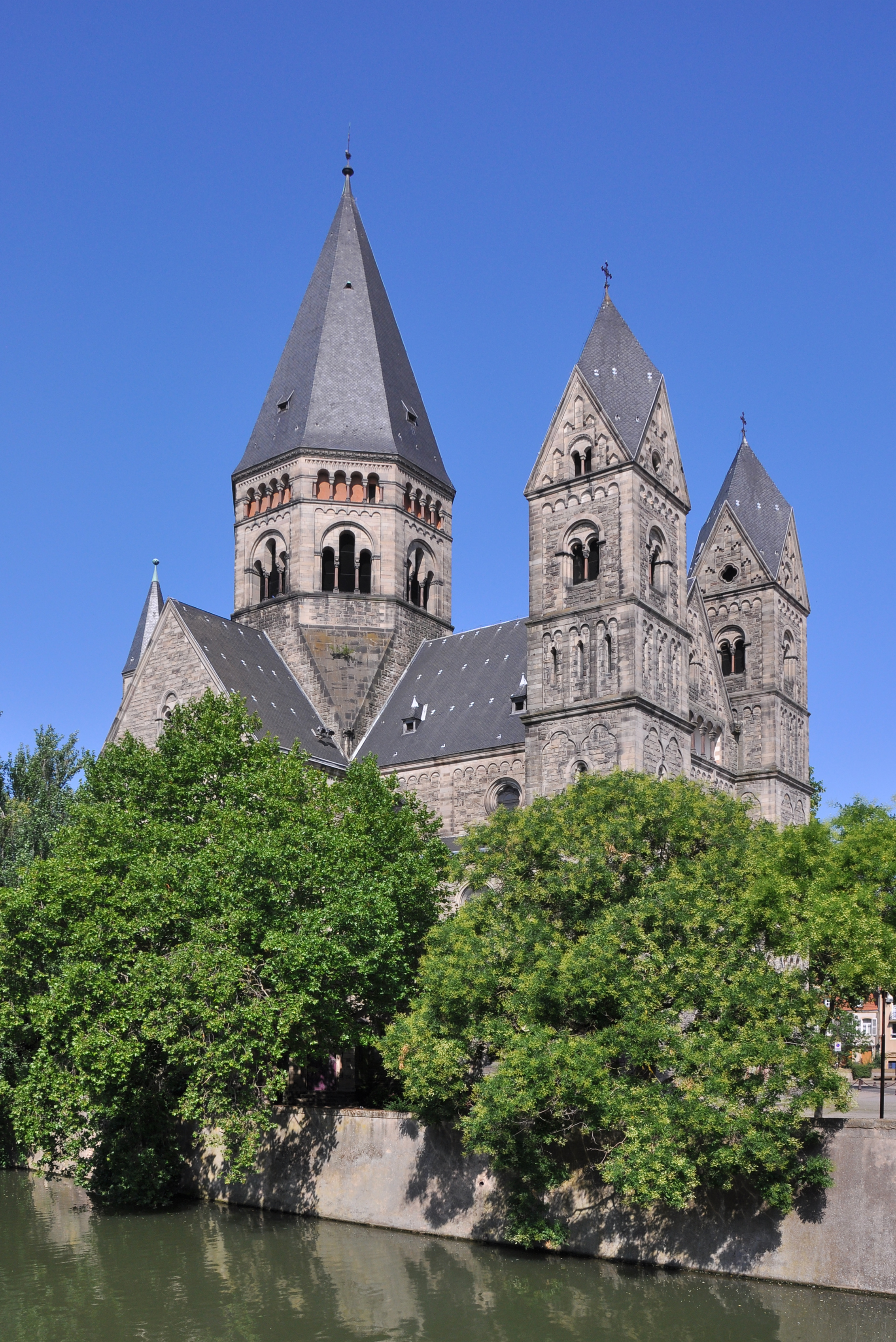
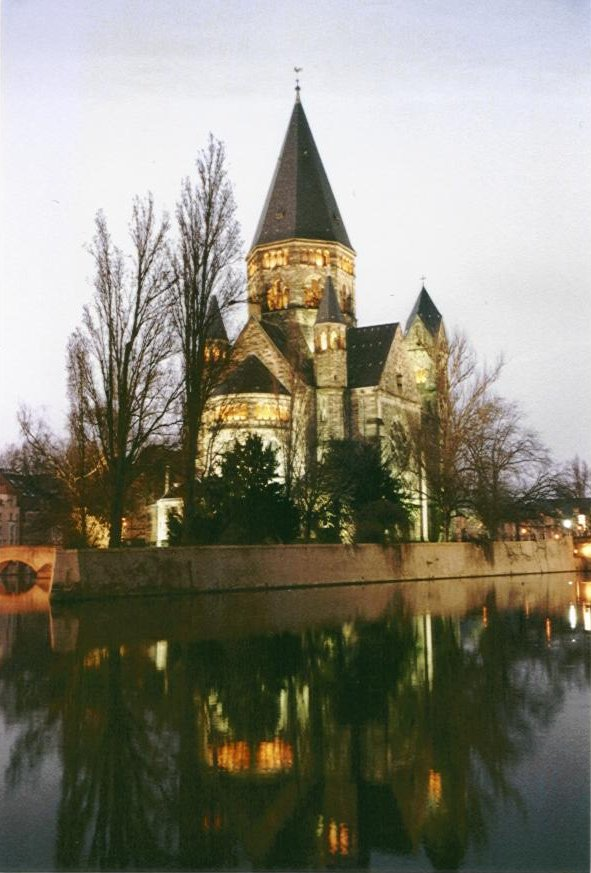